# Just Look Them Straight In The Eye and Say... POGUE MAHONE!!
Just Look Them Straight In The Eye and Say... POGUE MAHONE!! es una caja de 5 discos de rarezas de la banda de punk The Pogues, lanzada en 2008.

## Lista de canciones

### Disco 1
1. The Kerry Polka
2. The Rocky Road To Dublin
3. Boys From The County Hell ("Radio-friendly" versión del sencillo de Stiff)
4. NW3
5. The Donegal Express/The Hen and the Cock go to Carrickmacross (Ensayo)
6. Do You Believe In Magic? (Descarte del EP Poguetry in Motion)
7. Hot Asphalt
8. Danny Boy (BBC John Peel Show)
9. Maggie May
10. Haunted (De la película Sid and Nancy)
11. The Travelling People (Ensayo)
12. Eve Of Destruction (Descarte de Hell's Ditch)
13. My Baby's Gone
14. North Sea Holes
15. Garbo (aka In And Out) (De la película Garbo)
16. The Last Of McGee (Descarte de Hell's Ditch)
17. Afro-Cuban-Be-Bop (De la película I hired a contract killer)
18. Young Ned Of The Hill (Dub version del sencillo Misty morning, Albert Bridge)
19. Pinned Down / I'm Alone In The Wilderness (Descarte de Hell's Ditch)
20. When The Ship Comes In
21. Waxies Dargle (Directo en Suecia, 1985)

### Disco 2
1. Repeal Of The Licensing Laws
2. Dark Streets Of London
3. Greenland Whale Fisheries
4. Streams of Whiskey (Del VHS/DVD Poguevision)
5. The Auld Triangle (BBC John Peel Show)
6. Poor Paddy On The Railway (BBC David "Kid" Jensen Show)
7. Sea Shanty
8. Transmetropolitan
9. Kitty
10. Boys From The County Hell (BBC David "Kid" Jensen Show)
11. Connemara, Let's Go!
12. Billy's Bones (BBC Janice Long Show)
13. The Old Main Drag (BBC Janice Long Show)
14. Sally Maclennane (BBC John Peel Show)
15. The Town That Never Sleeps
16. Something Wild
17. Driving Through The City
18. Rainy Night In Soho (Versión con oboe, de la edición norteamericana de Poguetry in Motion)
19. Fairytale Of New York (Primera demo, 1986)
20. Fairytale Of New York (Segunda demo, 1986)
21. Fairytale Of New York (Tercera demo, 1987)
22. Navigator (Directo en Suecia, 1985)

### Disco 3
1. The Aria
2. The Good, The Bad and the Ugly (De la película Straight to Hell)
3. Haunted
4. Love Theme from Sid and Nancy (Descarte de la banda sonora de la película Sid and Nancy)
5. Junk Theme (De la película Sid and Nancy)
6. Glued Up And Speeding (De la película Sid and Nancy)
7. Paris (De la película Sid and Nancy)
8. A Needle For Paddy Garcia (De la película Sid and Nancy)
9. JB 57 (Descarte de la banda sonora de la película Sid and Nancy)
10. Bowery Snax / Spiked
11. Hot Dogs With Everything (Del 12 de Haunted)
12. Rince Del Emplacada
13. The Rake At The Gates Of Hell (BBC Janice Long Show)
14. Turkish Song Of The Damned (BBC Janice Long Show)
15. If I Should Fall From Grace With God (BBC Janice Long Show)
16. Battle March
17. Lullaby Of London
18. Shanne Bradley
19. Streets Of Sorrow
20. Thousands Are Sailing (Extracto de la grabación con guía vocal, para If I Should Fall From Grace With God)
21. The Balinalee (Descarte de If I Should Fall From Grace With God)
22. Nicaragua Libré (Descarte de If I Should Fall From Grace With God)
23. Japan (Directo en Tokio, 1988)

### Disco 4
1. Sally Maclennane (live at Barrowlands)
2. A Pair Of Brown Eyes (Live at Barrowlands)
3. Kitty (Live at Barrowlands)
4. Maggie May (Live at Barrowlands)
5. Dirty Old Town (Live at Barrowlands)
6. The Sickbed of Cuchulainn (Live at Barrowlands)
7. Fiesta (Single remix)
8. If I Should Fall From Grace With God (Single remix)
9. Johnny Come Lately (Del álbum de Steve Earle Coperhead road)
10. Boat Train
11. Night Train To Lorca
12. The Mistlethrush (Descarte de Peace and Love)
13. Got A Lot Of Livin' To Do (Del disco recopilatorio The last temptation of Elvis)
14. Victoria
15. Murder (Versión 1)
16. Lust For Vomit
17. The Wake Of The Medusa
18. The Black Dogs Ditch (Descarte de Hell's Ditch)
19. Aisling (Descarte de Hell's Ditch)
20. Murder (Version 2, descarte de Hell's Ditch)
21. Yeah Yeah Yeah Yeah (Single remix)
22. Maidrín Rua (Descarte de Hell's Ditch)
23. Johnny Come Lately (Live)

### Disco 5
1. Johnny Was
2. Miss Otis Regrets/Just One Of Those Things (Para el disco recopilatorio Red and hot, con Kirsty MacColl)
3. All The Tears That I Cried (Del sencillo de Kirsty MacColl My affair)
4. The One And Only (Del disco de Kirsty MacColl Electric Landlady)
5. Afro-Cuban Be-Bop (Versión single, de la película I hired a contract killer)
6. Turkish Song Of The Damned (Live at the Forum, London, 12 December 1991)
7. London Calling (Live at the Forum, London, 12 December 1991)
8. I Fought The Law (Live at the Forum, London, 12 December 1991)
9. The Girl From The Wadi-Hammamat
10. Moving To Moldova
11. Call My Name (Descarte de Pogue Mahone)
12. The Sun And The Moon
13. Living In A World Without Her
14. Who Said Romance Is Dead?
15. Sound Of The City Night
16. Four O'Clock In The Morning
17. The Star Of The County Down (Live at Brixton Academy)
18. White City (Live at Brixton Academy)
19. Medley: The Recruiting Sergeant / The Rocky Road To Dublin / The Galway Races (Live at Brixton Academy)
20. The Parting Glass/Lord Santry's Fairest Daughter (Live at Brixton Academy)
21. Goodnight Irene